# Susan Morrison
Susan Morrison (* 1943) ist eine amerikanische methodistische Geistliche, Bischöfin der United Methodist Church.
Sie war Mitglied der Christlichen Friedenskonferenz und Delegierte ihrer Kirche zur IV. Allchristlichen Friedensversammlung 1971.
Innerhalb der United Methodist Church (UMC) war Morrison seit 1988 für den Sprengel Philadelphia zuständig und ab 1996 für den Sprengel Albany, der Teile des nordöstlichen Pennsylvania, Teile des Bundesstaates New York und Vermont umfasst. Morrison, die als Vertreterin liberaler Positionen innerhalb der UMC galt, erklärte zum 1. September 2006 ihren Rücktritt vom Bischofsamt aus gesundheitlichen und persönlichen Gründen.